# Tremolite

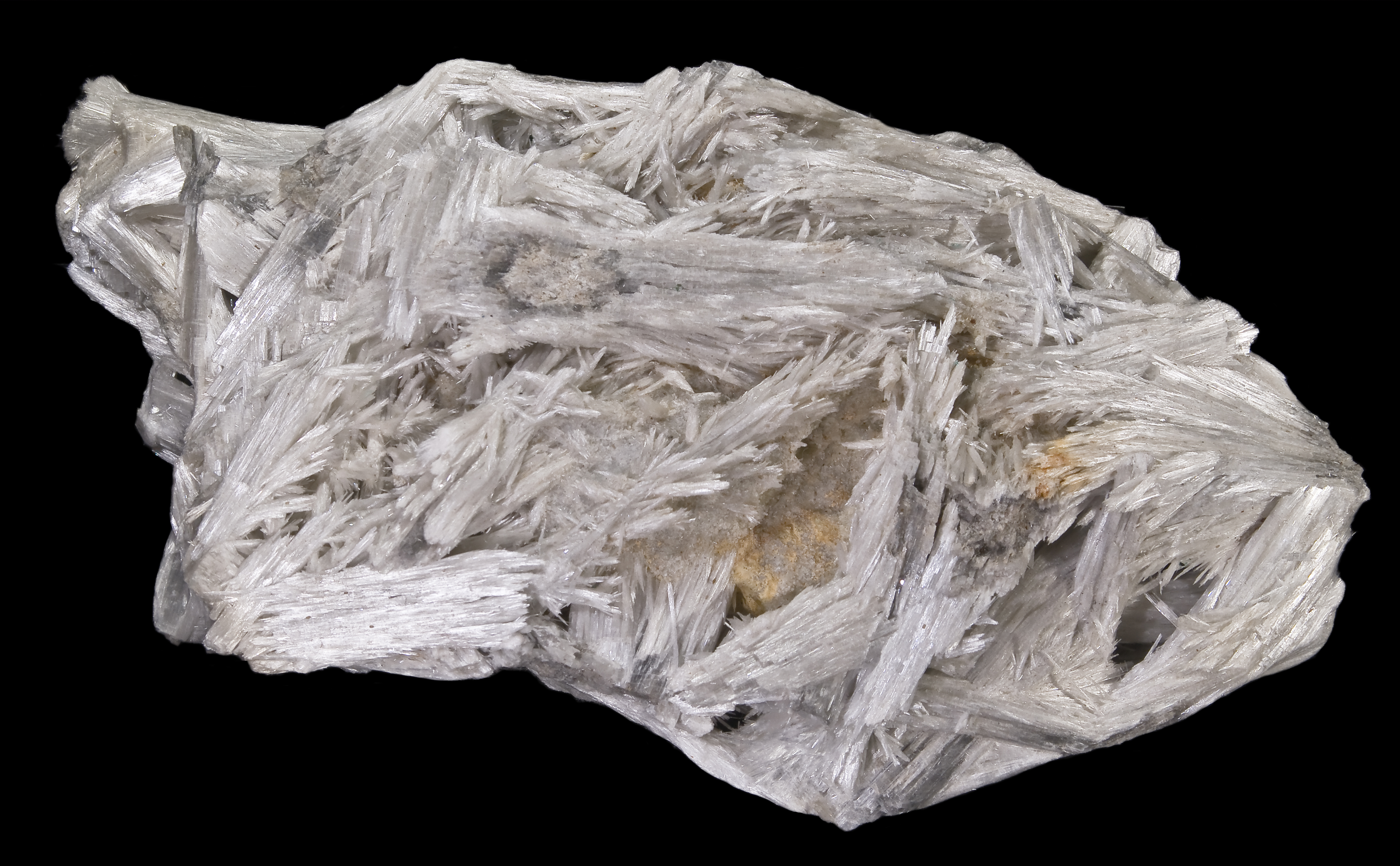
Tremolita - também chamada tremolite ou abcasita

A tremolita ou tremolite é um mineral de silicato de cálcio, magnésio e ferro, do grupo da anfíbola, com fórmula química Ca2Mg5Si8O22(OH)2. É usada como isolante e como gema. Descoberta na região de Tremola, na Itália, é também denominada abcasita, em referência à Abcásia (Abkhazia, em português), terra dos abcásios, na Geórgia, onde igualmente se encontraram depósitos do mineral.
A tremolita se forma por metamorfismo de sedimentos ricos em calcita, dolomita e quartzo. Forma uma solução sólida com a actinolita. A tremolita magnesiana pura é branca; com o aumento do teor de ferro, sua cor se aproxima do verde escuro. Possui dureza entre 5 e 6.
O nome do mineral deriva da região de Tremola, na Itália, onde foi descoberto. Outro nome dado ao mineral, incluído no Vocabulário Ortográfico da Língua Portuguesa, é abcasita, que faz referência à Abcásia (Abkhazia, em português), terra dos abcásios, na Geórgia, onde igualmente se encontraram depósitos do mineral.
A tremolita é um indicador de médio grau metamórfico em rochas calciossilicáticas, ou seja, fácies anfibolito.

## Variantes
A actinolita é muito semelhante à tremolita, da qual é uma variedade fibrosa. Usada como asbesto e gema, a actinolita é também um mineral monoclínico, do grupo dos anfibólios; é um silicato de cálcio, magnésio e ferro fibroso ou granular verde.
A nefrita, por sua vez, é uma variedade verde de tremolita ou da actinolita.
A calcita, o talco, a serpentina e a forsterita são minerais frequentemente associados à tremolita ou abcasita.